# Blauwe rotslijster
De blauwe rotslijster (Monticola solitarius) is een zangvogel uit de familie Muscicapidae (Vliegenvangers) en de onderfamilie van de "kleine lijsterachtigen". De vogel komt voor in bergachtig gebied van Zuid-Europa tot in China en Zuidoost-Azië.

## Kenmerken
De blauwe rotslijster is 21 tot 23 cm lang. Het is een middelgrote, slanke, lijsterachtige vogel met een lange snavel. Het mannetje is dof donkerblauw, met donkere vleugels. Het vrouwtje is bruin met een gebandeerde borst en een eveneens bruine staart.

## Leefwijze
Het voedsel bestaat uit insecten en bessen.

## Verspreiding en leefgebied
De blauwe rotslijster heeft een uitgestrekt verspreidingsgebied. Zo zijn er populaties in Zuid-Europa en Noordwest-Afrika, verder in West- en Midden-Azië tot in Noord-China en in het noorden van Zuidoost-Azië.
De soort telt vijf ondersoorten:
- M. s. solitarius: van noordwestelijk Afrika, zuidwestelijk en het zuidelijke deel van Centraal-Europa, noordelijk Turkije tot Georgië en Azerbeidzjan.
- M. s. longirostris: van Griekenland en westelijk en zuidelijk Turkije via het Midden-Oosten tot de noordwestelijke Himalaya.
- M. s. pandoo: van de centrale Himalaya tot oostelijk China en noordwestelijk Vietnam.
- M. s. philippensis: van oostelijk Mongolië tot Sachalin zuidelijk tot Japan, de uiterst noordelijke Filipijnen en noordoostelijk China.
- M. s. madoci: Malakka en noordelijk Sumatra.

De vogels uit Europa, Noord-Afrika en Zuidoost-Azië zijn meestal standvogel (of ze trekken naar naburig laagland). Populaties uit Azië zijn trekvogels die overwinteren in Afrika ten zuiden van de Sahara, India en Zuidoost-Azië.
De vogel broedt in rotsig terrein dus meestal in berggebieden maar plaatselijk, bijvoorbeeld in Spanje, ook in laagland bij steengroeves, in ruïnes, kerken en andere gebouwen.

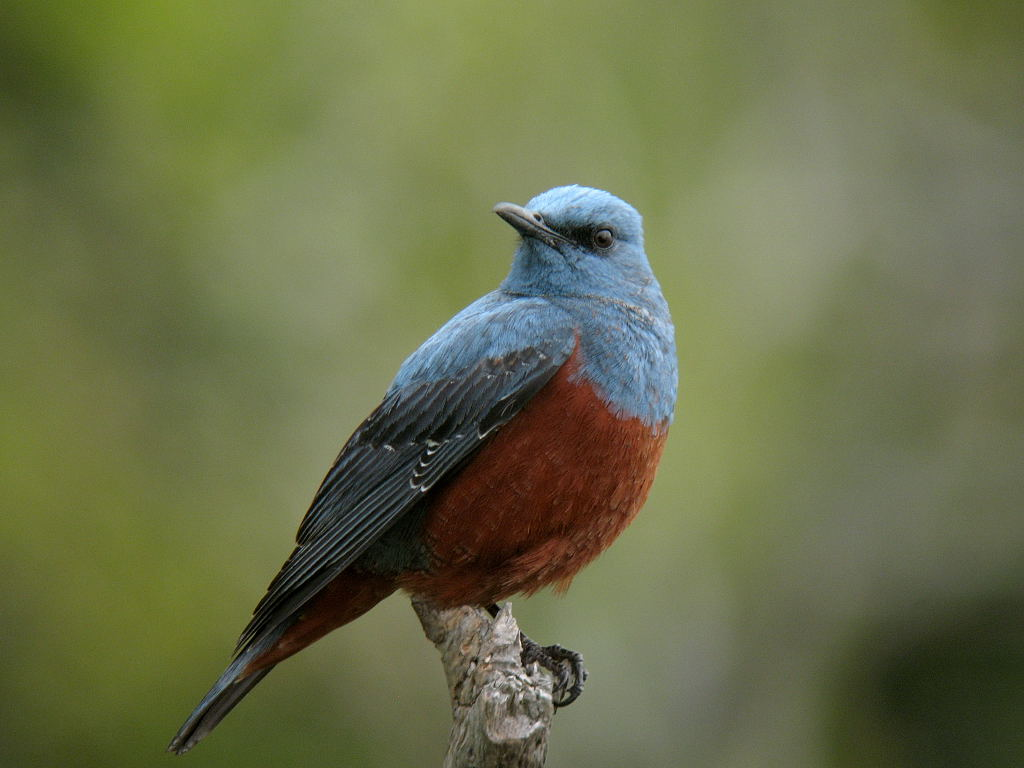
Mannetje (ondersoort:  M. s. philippensis)
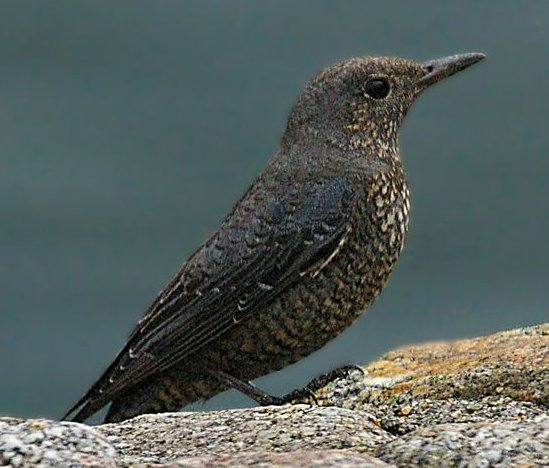
Vrouwtje

### Voorkomen in Noordwest-Europa
Omdat de Europese blauwe rotslijster standvogel is, zijn er weinig waarnemingen van dwaalgasten in Noordwest-Europa (minder dan 10). In Nederland zijn drie gedocumenteerde waarnemingen. Op 4 januari 2024 werd een blauwe rotslijster gespot in België, op de rotsen in Durbuy. Dit was de eerste waarneming sedert 147 jaar.

## Status
De blauwe rotslijster heeft een enorm groot verspreidingsgebied en daardoor alleen al is de kans op uitsterven uiterst gering. De grootte van de populatie wordt geschat op 1-4 miljoen volwassen individuen. Dit aantal is stabiel. Om deze redenen staat deze rotslijster als niet bedreigd op de Rode Lijst van de IUCN.